# Guerre anglo-égyptienne (1882)
Batailles
- Alexandrie
- Expédition américaine
- Kafr el-Dawwar
- Kassassin
- Tel el-Kebir

La guerre anglo-égyptienne (en arabe : الاحتلال البريطاني لمصر al-āḥalāl al-Brīṭānnī al-Miṣr) est un conflit militaire qui a lieu en 1882 entre les forces égyptiennes d'Urabi Pacha et le Royaume-Uni. Elle fait suite au soulèvement nationaliste d'Urabi Pacha contre le khédive Tawfiq Pacha et débouche sur la mainmise britannique en Égypte.

## Contexte
En 1878, un officier de l'armée égyptienne, Ahmed Urabi (alors connu en anglais sous le nom d'Urabi Pacha), se mutine et tente un coup d’État contre Tawfiq Pacha, khédive d'Égypte et du Soudan, d'abord pour des raisons de disparités de rémunération entre Égyptiens et Européens. L’Égypte est à cette époque un territoire quasiment autonome de l’Empire ottoman mais reste quand même symboliquement rattaché au sultan ottoman qui est considéré comme calife de l’Islam.    En janvier 1882, les gouvernements français et britannique envoient une « note conjointe » au gouvernement égyptien, dans laquelle ils déclarent reconnaître l'autorité du khédive. Le 20 mai 1882, des navires de guerre britanniques et français arrivent au large de la côte d'Alexandrie. Toutefois, la France se retire par la suite et ne participe pas au débarquement d'une force armée, les crédits de guerre n'ayant pas été votés au Parlement.

## Le débat sur les motifs de l'invasion
Du fait de l'absence d'information définitive sur ce point, les raisons de l'envoi d'une flotte de guerre britannique sur la côte d'Alexandrie restent un sujet de débat historique.
Dans leur essai Africa and the Victorians (1961), Ronald Robinson et John Gallagher soutiennent que l'invasion britannique a été ordonnée afin de supprimer les risques d'anarchie que la révolte d'Ahmed Urabi représentait, ainsi que pour protéger le contrôle européen et britannique sur le canal de Suez, indispensable au maintien des relations avec l'Inde britannique.
A. G. Hopkins rejette la thèse de Robinson et Gallagher. En s'appuyant sur des documents originaux et des sources de seconde main, il estime qu'Urabi ne présentait pas un réel danger pour le canal de Suez, et que ses troupes n'étaient pas des « anarchistes », mais plutôt des gardiens de la loi et de l'ordre. Au contraire, il estime que le cabinet britannique de William Gladstone recherchait d'abord à protéger les intérêts des investisseurs britanniques en Égypte, et à entretenir sa popularité interne. Hopkins met en évidence les investissements britanniques croissants massivement en Égypte dans les années 1880, en partie du fait de la dette du khédive pour financer la construction du canal de Suez, ainsi que les liens étroits qui existaient entre le gouvernement britannique et le secteur économique. Il estime que cette volonté de protéger les intérêts économiques britanniques coïncidait avec le souhait, au sein du parti libéral, de rivaliser avec la popularité du parti conservateur par une politique étrangère active. Hopkins cite une lettre d'Edward Malet, le consul général britannique en Égypte à l'époque, à un membre du cabinet Gladstone, dans laquelle il présente ses félicitations pour l'invasion : « Vous avez combattu pour toute la Chrétienté, et l'histoire le reconnaîtra. Si je puis me permettre, vous avez également donné au parti libéral un nouveau mandat de popularité et de pouvoir ».
John Galbraith et Afaf Lutfi al-Sayyid-Marsot confirment la thèse de Hopkins, bien que leurs arguments se concentrent sur la manière dont certaines personnes au sein de l'administration bureaucratique du gouvernement britannique ont utilisé leurs positions pour faire apparaître l'invasion comme l'option préférable aux yeux du cabinet Gladstone. Ils décrivent d'abord les intrigues d'Edward Malet, qui s'attache à dépeindre à ses supérieurs le gouvernement égyptien comme instable. Selon l'analyse de Galbraith et al-Sayyid-Marsot, Malet pensait naïvement qu'il pourrait convaincre les Britanniques d'intimider l’Égypte par une démonstration de force, sans aller jusqu'à une invasion et une occupation en bonne et due forme. Ils insistent également sur le rôle de l'amiral Beauchamp Seymour, qui, dans ses télégrammes de réponse au gouvernement, appuya en faveur des bombardements en exagérant le danger que représentaient les forces d'Urabi pour ses navires.

## Déroulement de la guerre

### Ordre de bataille britannique
- Commandant : lieutenant-général Sir Garnet Wolseley
- Chef d'état-major : lieutenant-général Sir John Adye

| - 1st Infantry Division (lieutenant-général GHS Willis) - 1st Armoured Infantry Brigade (major-général HRH le duc de Connaught) - 2nd Battalion, Grenadier Guards - 2nd Battalion, Coldstream Guards - 1st Battalion, Scots Guards - 2nd Infantry Brigade (major-général Gerald Graham VC) - 1st Battalion, The Buffs (Royal East Kent Regiment) - 1st Battalion, Royal Irish Fusiliers (Princess Victoria’s) - 2nd Battalion, Royal Irish Fusiliers (Princess Victoria’s) - 2nd Battalion, York and Lancaster Regiment - Troupes divisionnaires - 19th Royal Hussars (Queen Alexandra's Own) (2 squadrons) - 2nd Battalion, Duke of Cornwall's Light Infantry Regiment - A Battery, 1st Field Brigade, Royal Artillery - D Battery, 1st Field Brigade, Royal Artillery - 24 Field Company, Royal Engineers - 12 Company, Army Commissariat and Transport Corps - 1 Bearer Company, Army Hospital Corps (Half) - 3 Field Hospital, Army Hospital Corps - 2nd Division (lieutenant-général sir Edward Hamley) - 3rd (Highland) Infantry Brigade (major-général sir Archibald Alison) - 2nd Battalion, Highland Light Infantry - 1st Battalion, Black Watch (Royal Highlanders) - 1st Battalion, Cameron Highlanders - 1st Battalion, Gordon Highlanders - 4th Brigade (major-général sir Evelyn Wood VC) - 1st Battalion, Royal Sussex Regiment - 1st Battalion, Royal Berkshire Regiment (Princess Charlotte’s) - 1st Battalion, South Staffordshire Regiment - 1st Battalion, King’s Shropshire Light Infantry Regiment - Troupes divisionnaires - 19th Hussars (2 squadrons) - 3rd Battalion, King’s Royal Rifle Corps - I Battery, 2nd Field Brigade, Royal Artillery - N Battery, 2nd Field Brigade, Royal Artillery - 26 Field Company, Royal Engineers - 11 Company, Army Commissariat and Transport Corps - 2 Bearer Company, Army Hospital Corps (Half) - 4 Field Hospital, Army Hospital Corps - 5 Field Hospital, Army Hospital Corps - Contingent indien (major-général sir Herbert Macpherson VC) - 1st Battalion, Manchester Regiment - 1st Battalion, Seaforth Highlanders - 7th Bengal Infantry - 20th Punjab Infantry - 29th Baluch Infantry - 7 (Mountain) Battery, Northern Division, Royal Garrison Artillery | - Cavalry Division (major-général sir Drury Curzon Drury-Lowe) - 1st (Heavy) Cavalry Brigade (général de brigade sir Baker Creed Russell) - Household Cavalry Composite Regiment (3 squadrons issus respectivement du 1st Life Guards, du 2nd Life Guards et du Royal Horse Guards) - 4th Dragoon Guards - 7th Dragoon Guards - 2nd (Bengal) Cavalry Brigade (général de brigade H. C. Wilkinson) - 2nd Bengal Cavalry - 6th Bengal Cavalry - 13th Bengal Lancers - Troupes divisionnaires - N Battery, A Horse Brigade, Royal Horse Artillery - Mounted Infantry Battalion - 17 Company, Army Commissariat and Transport - 6 Field Hospital, Army Hospital Corps - Troupes de l'armée - Naval Brigade - Battalion, Royal Marine Light Infantry - G Battery, B Horse Brigade, Royal Horse Artillery - F Battery, 1st Field Brigade, Royal Field Artillery - H Battery, 1st Field Brigade, RFA - C Battery, 3rd Field Brigade, RFA - J Battery, 3rd Field Brigade, RFA - T Battery, 3rd Field Brigade, RFA - Royal Marine Artillery - 1 Battery, London Division, Royal Garrison Artillery - 4 Battery, London Division, RGA - 5 Battery, London Division, RGA - 5 Battery, Scottish Division, RGA - 6 Battery, Scottish Division, RGA - Train - A (Bridging) Troop, Royal Engineers - C (Telegraph) Troop, RE - Railway Troop, RE - 8 Field Company, RE - 17 Field Company, RE - 18 Field Company, RE - A Company, Queen’s Own Madras Sappers and Miners - I Company, QOMS&M - 8 Company, Army Commissariat and Transport Corps - 15 Company, ACT Corps - Auxiliary Company, ACT Corps - 2 Bearer Company, Army Hospital Corps - 1 Field Hospital, AHC - 3 Field Hospital, AHC - 7 Field Hospital, AHC - 8 Field Hospital, AHC - Army Post Office Corps (M Company 49th Middlesex Rifle Volunteers) |

### Le bombardement britannique

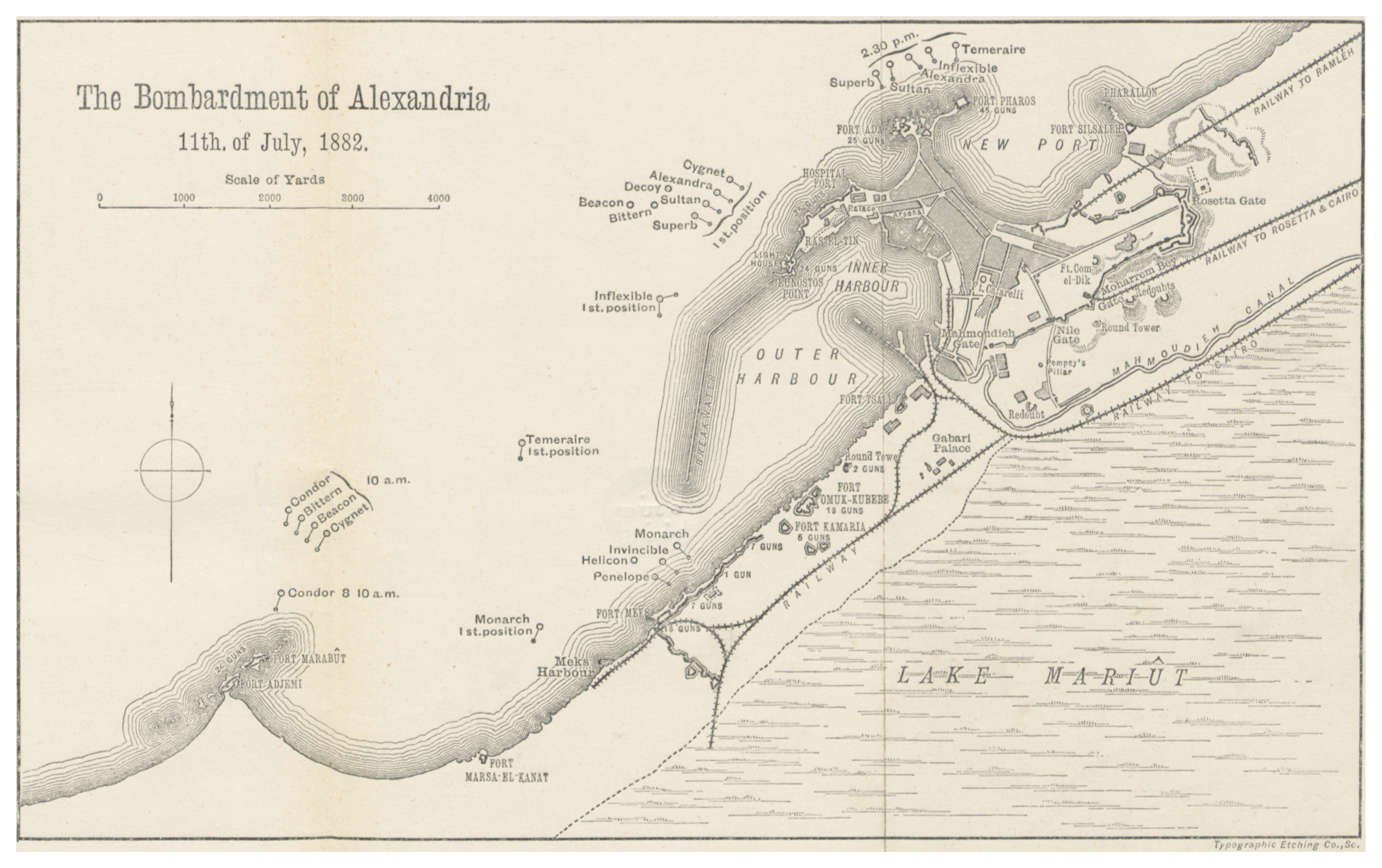
Bombardement d'Alexandrie

Le 11 juin 1882, alors que les flottes de guerre britanniques et françaises mouillent au large d'Alexandrie, une émeute anti-chrétienne y cause la mort de cinquante Européens. Le colonel Ahmed Urabi ordonne à ses forces de réprimer l'émeute, mais les Européens fuient la ville, pendant que l'armée d'Urabi commence à la fortifier. La flotte française est réticente à engager des hostilités directes, mais, après le rejet d'un ultimatum ordonnant la cessation de l'armement de la ville, les navires de guerre britanniques la bombardent le 11 juillet 1882 pendant plus de dix heures. Puis la ville est occupée par les troupes de marine. Aucun navire n'est perdu, mais une grande partie de la ville est détruite par les incendies allumés par les obus explosifs, ou par les troupes d'Urabi tentant de la détruire avant qu'elle ne tombe aux mains des Britanniques. Tawfiq Pacha, qui avait déplacé sa cour à Alexandrie depuis le début de la révolte, proclame qu'Urabi est un rebelle et le démet officiellement de ses fonctions au gouvernement.
Le 17 juillet 1882, les forces britanniques débarquées dans la ville se montent à environ 3 750 hommes, sous les ordres de sir Archibald Allison. Le 24 juillet, un millier d'hommes supplémentaires débarquent.

### La réplique d'Urabi
Urabi réplique en obtenant une fatwa des cheikhs d'Al Azhar, qui condamne Tawfiq Pacha comme traître à son pays et à sa religion, et qui absout tous ceux qui le combattent. Urabi déclare en outre la guerre au Royaume-Uni et met en œuvre la conscription. Il se retranche à Kafr el-Dawwar avec environ 12 000 à 15 000 hommes, bloquant ainsi la route entre Alexandrie et Le Caire.

### Bataille de Kafr el-Dawwar
Le 5 août 1882, cette bataille oppose une armée égyptienne commandée par Ahmed Urabi et des forces britanniques sous les ordres de sir Archibald Alison. Celui-ci quitte Alexandrie vers Le Caire début août. Il se heurte aux retranchements d'Urabi le soir du 5. Bien que les Britanniques parviennent à faire refluer des Égyptiens supérieurs en nombre, l'offensive n'est pas décisive. La tombée de la nuit et l'arrivée de renforts égyptiens amènent sir Alison à ordonner une retraite en bon ordre. Il présente ensuite son mouvement comme une simple reconnaissance en force, destinée à vérifier des rumeurs de retraite de l'ennemi et à reconnaître ses positions. Au contraire, Urabi fait de cette action une offensive d'ampleur qu'il a repoussé, et Le Caire est bientôt plein de rumeurs d'un échec britannique. Quoi qu'il en soit, le résultat en est que les Britanniques abandonnent tout espoir qu'ils auraient pu avoir d'atteindre Le Caire par le nord, et qu'ils décident plutôt de déplacer leur base d'opérations à Ismaïlia,.

### Les renforts britanniques

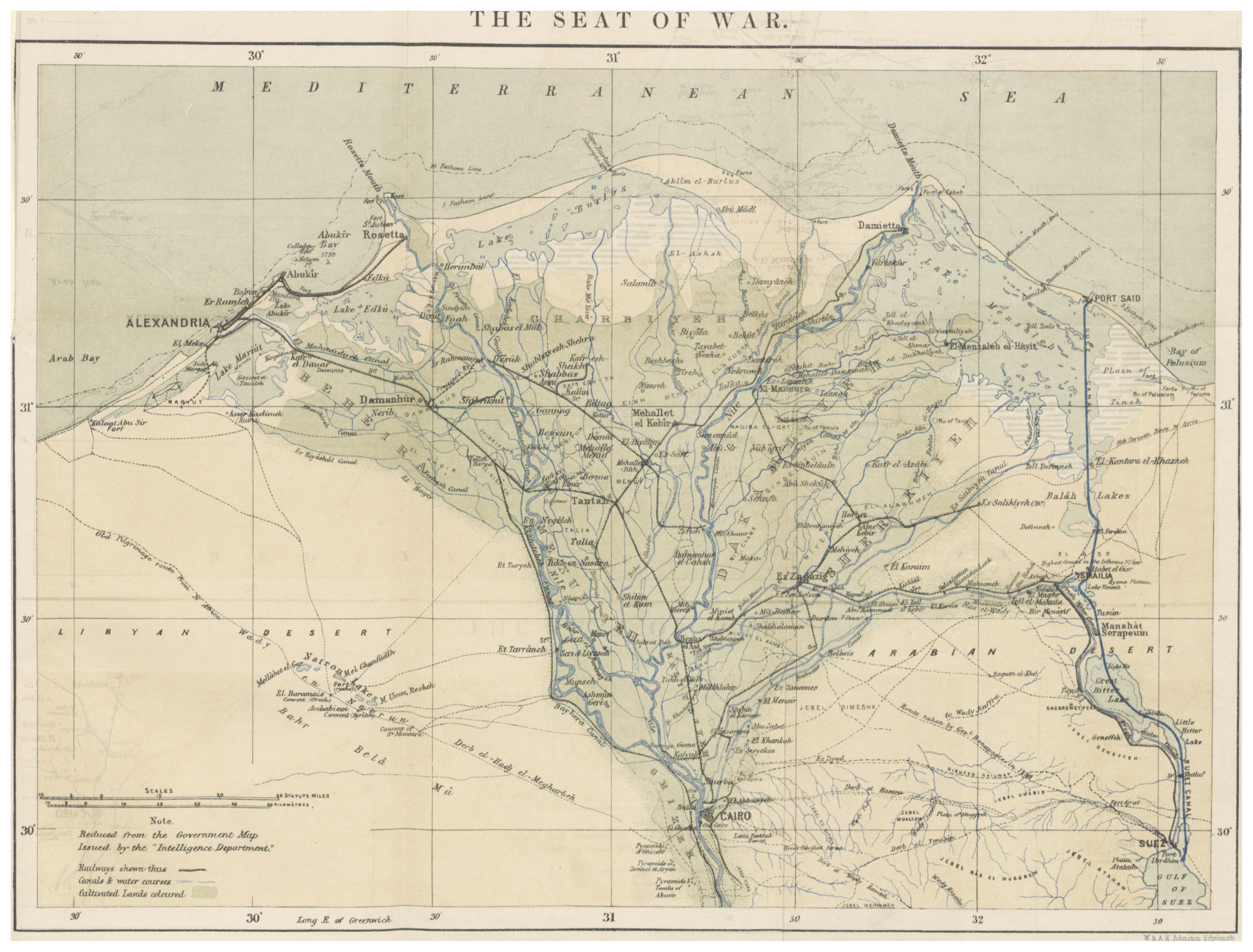
Le théâtre des opérations : Alexandrie et le delta du Nil (1882)

Wolseley arrive à Alexandrie le 15 août 1882 avec de nouvelles troupes, y compris des troupes du génie comprenant des pontonniers, du génie ferroviaire et des unités de transmission. Il conçoit cette campagne avant tout comme un défi logistique, car il pense que les Égyptiens n'opposeront pas une grande résistance. Deux jours après son arrivée, il feint de rembarquer pour la baie d'Aboukir mais débarque en fait à Port-Saïd, d'où il occupe facilement Ismaïlia le 20 août sans résistance.

### Bataille de Tel el-Kebir

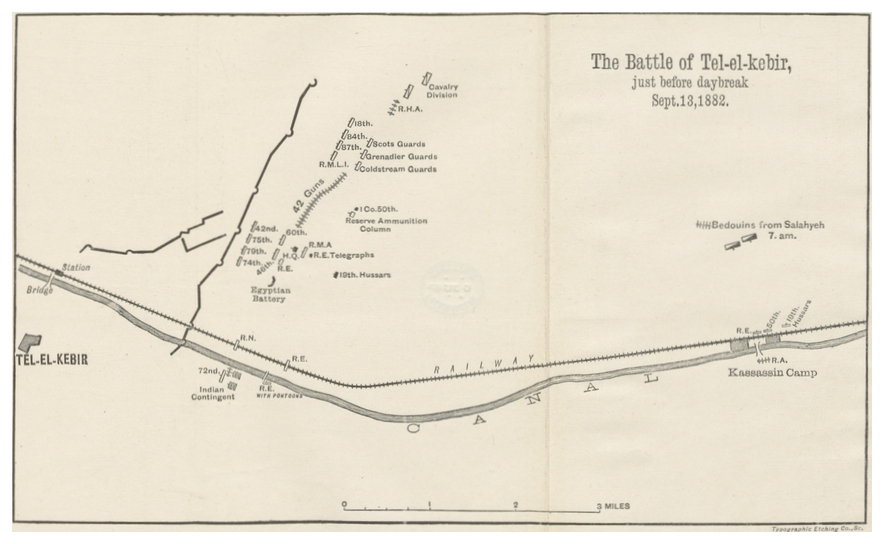
Tel El Kebir

Les troupes de Wolseley à Ismaïlia se montent à environ 9 000 hommes, et le génie s'emploie à réparer la ligne de chemin de fer de Suez. Un petit détachement est envoyé le long d'un canal secondaire jusqu'au village de Kassassin, où il arrive le 26 août 1882. Là, il est attaqué par des forces supérieures en nombre, commandées par Urabi. Les deux bataillons de quatre canons tiennent leur position jusqu'à l'arrivée de renforts de cavalerie lourde, qui leur permettent de lancer une contre-attaque, obligeant Urabi à reculer de huit kilomètres avec de lourdes pertes.
Le corps principal de l'armée commence son mouvement vers Kassassin et les plans pour la bataille de Tel el-Kebir sont dressés. Malgré quelques escarmouches, tout est prêt le 12 septembre 1882, et, la nuit tombée, l'armée lance son attaque.
Le 13 septembre, Urabi se redéploie pour défendre Le Caire contre Wolseley. Sa principale force se retranche à Tel el-Kebir, au nord de la voie ferrée et du canal secondaire, tous deux reliant Le Caire à Ismaïlia, sur le canal. Les défenses sont préparées à la hâte, par manque de temps. Les forces d'Urabi possèdent 60 pièces d'artillerie et des fusils à chargement par la culasse. Wolseley fait personnellement plusieurs reconnaissances, et se rend compte que les Égyptiens n'ont pas placé d'avant-postes devant leurs lignes de défense pour la nuit, ce qui rend possible une approche sous le couvert de l'obscurité. Il envoie donc ses forces en approche de nuit et ordonne l'attaque frontale à l'aube.
La surprise chez les défenseurs n'est pas totale, et ils ouvrent le feu de leurs canons et de leurs fusils alors que les attaquants sont encore à 500 m. Mais la fumée des tirs les gêne. Les trois bataillons britanniques arrivent en même temps dans les tranchées ennemies avec peu de pertes, et la victoire est décisive.
Les pertes officielles de l'armée britannique se montent à 57 hommes, contre environ deux mille Égyptiens. La chaleur cause plus de pertes aux Britanniques que l'action de l'ennemi. Les troupes d'Urabi sont mises en déroute, et la cavalerie britannique les poursuit et prend Le Caire, resté sans défense.
Le khédive retrouve son pouvoir, et la guerre prend fin. La plus grande partie de l'armée britannique rembarque à Alexandrie pour la Grande-Bretagne à partir de novembre et ne laisse qu'une armée d'occupation.

## Les innovations militaires britanniques

### Le génie ferroviaire
Au cours de la préparation de la bataille de Tel el-Kebir, un régiment spécialement créé pour cela exploita un transport ferroviaire d'approvisionnement et de troupes, et répara la voie ferrée. Le jour de la bataille, le 13 septembre 1882, un train entra dans la gare de Tel el-Kebir entre 8 h et 9 h et « la trouva complètement bloquée par des trains plein de munitions de l'ennemi, la voie jonchée de morts et de blessés, et nos propres soldats errant dans les lieux, rendus presque fous par le manque d'eau » (extrait du journal du capitaine Sidney Smith). Une fois la gare dégagée, les blessés, les prisonniers et les soldats purent être transportés à l'arrière, avec du ravitaillement.

### Le télégraphe
Suivant la progression des troupes, des lignes télégraphiques furent posées de chaque côté du canal secondaire. À 2 h du matin le 13 septembre 1882, Wolseley put envoyer un message au major-général sir Herbert MacPherson qui se trouvait à l'extrême aile gauche avec le contingent indien et la brigade navale. À Tel el-Kebir, un poste de télégraphe de campagne fut installé dans des locaux de transport dans lesquels Urabi était présent la veille encore. À 8 h 30 le 13 septembre, après la victoire de Tel el-Kebir, Wolseley utilisa le télégramme pour en envoyer la nouvelle à la reine Victoria ; il reçut sa réponse à 9 h 15 le même jour. Après avoir relié la ligne au réseau général, la section travailla sur la liaison téléphonique

### Le service postal militaire
Les précurseurs de la Poste des forces britanniques firent leurs débuts dans cette campagne, constitués à partir du 24th Middlesex Rifle Volunteers. Pour la première fois dans l'histoire militaire britannique, des postiers militaires spécialement entraînés accomplirent le service postal sur un théâtre d'opérations. Lors de la bataille de Kassassin Lock, ils furent les premiers postiers militaires à essuyer le feu ennemi.

## Conséquences

### Le procès d'Urabi
Le premier ministre Gladstone envisageait initialement de traduire Ahmed Urabi en justice et de l'exécuter, en le présentant comme « un tyran égoïste qui pouvait à la fois opprimer le peuple égyptien et devenir comme un nouveau Saladin, un massacreur de chrétiens ». Cependant, après avoir lu le journal d'Urabi, trouvé lors de sa capture et considéré d'autres éléments, il se rendit compte qu'il n'y avait guère de quoi « diaboliser » Urabi dans un procès public. Les charges furent donc réduites, et Urabi, ayant admis s'être rebellé, fut exilé.

### L'occupation britannique
Les troupes britanniques occupèrent l’Égypte à compter de cette campagne jusqu'aux traités anglo-égyptiens de 1922 et de 1936, qui rendent progressivement le contrôle du pays au gouvernement égyptien.
Hopkins affirme que les Britanniques ont maintenu son occupation de l’Égypte après 1882 afin de garantir les investissements britanniques : « La Grande-Bretagne a d'importants intérêts à défendre en Égypte, et elle n'était prête à s'en retirer qu'à condition que la sécurité de ces intérêts soit garantie — et cela ne fut jamais le cas ». Ce point de vue est confirmé par l'augmentation des investissements britanniques en Égypte au cours de l'occupation, par la baisse des taux d'intérêt et la hausse des obligations.